# Лебанон (Нью-Джерсі)
Лебанон (англ. Lebanon) — місто (англ. borough) в США, в окрузі Гантердон штату Нью-Джерсі. Населення — 1665 осіб (2020).

## Географія
Лебанон розташований за координатами 40°38′31″ пн. ш. 74°50′0″ зх. д. / 40.64194° пн. ш. 74.83333° зх. д. (40.641862, -74.833312).  За даними Бюро перепису населення США в 2010 році місто мало площу 2,30 км², з яких 2,30 км² — суходіл та 0,00 км² — водойми.

## Демографія
Згідно з переписом 2010 року, у селищі мешкало 1358 осіб у 602 домогосподарствах у складі 366 родин. Було 664 помешкання
Расовий склад населення:
| - 90,1 % — білих - 5,2 % — азіатів - 1,8 % — чорних або афроамериканців - 0,1 % — корінних американців |

До двох чи більше рас належало 1,8 %. Частка іспаномовних становила 5,0 % від усіх жителів.
За віковим діапазоном населення розподілялося таким чином: 21,1 % — особи молодші 18 років, 65,7 % — особи у віці 18—64 років, 13,2 % — особи у віці 65 років та старші. Медіана віку мешканця становила 40,2 року. На 100 осіб жіночої статі у селищі припадало 84,8 чоловіків;  на 100 жінок у віці від 18 років та старших — 82,6 чоловіків також старших 18 років.
Середній дохід на одне домашнє господарство  становив 131 162 долари США (медіана — 86 620), а середній дохід на одну сім'ю — 122 548 доларів (медіана — 96 591). Медіана доходів становила 88 125 доларів для чоловіків та 55 375 доларів для жінок. За межею бідності перебувало 6,6 % осіб, у тому числі 4,5 % дітей у віці до 18 років та 3,4 % осіб у віці 65 років та старших.
Цивільне працевлаштоване населення становило 965 осіб. Основні галузі зайнятості: освіта, охорона здоров'я та соціальна допомога — 21,5 %, науковці, спеціалісти, менеджери — 16,4 %, роздрібна торгівля — 13,5 %.